# Kod genetyczny

Schemat kodu genetycznego; kodony należy odczytywać poczynając od środkowego pierścienia; jak widać, np. kodonowi UGG odpowiada tryptofan (skrót: Trp), zaś alaninę (skrót: Ala) kodują cztery kodony zaczynające się od GC i zawierające dowolny nukleotyd na trzeciej pozycji kodonu (A, C, G lub U); podane kodony występują w mRNA; aby uzyskać ich postać typową dla DNA, należy każdy U na tym schemacie zastąpić przez T; aminokwasy, przy których trójliterowym skrócie jest znak +, mogą być kodowane przez kilka kodonów różniących się pierwszymi nukleotydami (np. arginina – Arg – może być kodowana zarówno jako AGA albo AGG, jak i CGA, CGG, CGU albo CGC; różne kodony oznaczające taki sam aminokwas mogą występować nawet obok siebie w tej samej cząsteczce mRNA)

Kod genetyczny – reguła, według której informacja genetyczna, zawarta w sekwencji nukleotydów kwasu nukleinowego (DNA lub RNA), w komórkach wszystkich organizmów może ulegać „tłumaczeniu” na kolejność aminokwasów w ich białkach w procesie biosyntezy białek (a konkretnie transkrypcji i translacji).
Kodon, utworzony przez trzy kolejne zasady azotowe nukleotydów w kwasie nukleinowym koduje jeden aminokwas w łańcuchowej strukturze białka. Jednak trzem kodonom (UAA, UAG i UGA) nie odpowiadają żadne aminokwasy. Kodony te, zwane terminacyjnymi albo kodonami nonsensowymi, kodują polecenie przerwania biosyntezy peptydu (białka). Np. w sekwencji zasad AAAAAAUAA kodon UAA jest kodonem STOP (w mRNA; jego odpowiednikiem w DNA jest „TAA”).

## Cechy kodu genetycznego
1. Trójkowy – trzy leżące obok siebie nukleotydy tworzą podstawową jednostkę informacyjną (triplet, inaczej kodon).
2. Niezachodzący – kodony nie zachodzą na siebie. Każdy nukleotyd wchodzi w skład tylko jednego kodonu, np. w sekwencji AAGAAA pierwsze trzy zasady (AAG) kodują jeden aminokwas (tu: lizynę) a następny kodon zaczyna się dopiero od 4. zasady, nie wcześniej. Wyjątek od tej zasady może stanowić kod genetyczny niektórych wirusów, gdzie ten sam fragment kodu jest odczytywany dwu- lub trzykrotnie, z przesunięciem w fazie[1].
3. Bezprzecinkowy – każdy nukleotyd w obrębie sekwencji kodujących wchodzi w skład jakiegoś kodonu, więc pomiędzy kodonami nie ma zasad bez znaczenia dla translacji.
4. Zdegenerowany – różne kodony (różniące się na ogół tylko trzecim nukleotydem) mogą kodować ten sam aminokwas, tzn. prawie wszystkie aminokwasy mogą być zakodowane na kilka sposobów. Przykładowo lizyna kodowana jest zarówno przez kodon AAA, jak i AAG. Dzięki temu część zmian informacji genetycznej w wyniku mutacji nie znajduje swojego odbicia w sekwencji aminokwasów. Wynika to z liczby kodonów oraz aminokwasów i zasady szufladkowej Dirichleta.
5. Jednoznaczny (zdeterminowany[1]) – danej trójce nukleotydów w DNA lub RNA odpowiada zawsze tylko jeden aminokwas.
6. Kolinearny (inaczej współliniowy[1]) – kolejność ułożenia aminokwasów w białku jest wiernym odzwierciedleniem ułożenia odpowiednich kodonów na matrycowym RNA (mRNA)[2].
7. Uniwersalny – powyższe zasady są przestrzegane dość dokładnie przez układy biosyntezy białek u wszystkich organizmów, jakkolwiek zdarzają się niewielkie odstępstwa od tej prawidłowości wśród wirusów, bakterii, pierwotniaków, grzybów i w mitochondriach[3]. Na przykład kodon UAA odczytany przez rybosomy mitochondriów nie powoduje zakończenia syntezy białka (jak to ma miejsce w rybosomach cytoplazmy podstawowej i siateczki śródplazmatycznej), ale dobudowanie do niego tryptofanu; natomiast kodon UGA zamiast przerwania translacji może powodować dołączenie selenocysteiny (wymagane jest do tego występowanie w mRNA dodatkowego sygnału, tzw. SECIS), a kodon UAG – dobudowanie pirolizyny do tworzącego się łańcucha polipeptydowego (białka).

Mówi się również, że kod genetyczny ma charakter pośredni, co oznacza, że matryce DNA nigdy nie są bezpośrednio wykorzystywane do „układania” aminokwasów.

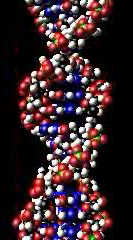
Model DNA

Zachodzące w procesie translacji dopasowanie kodonu w mRNA z odpowiadającym mu antykodonem w tRNA (cząsteczce dostarczającej aminokwas) nie zawsze musi być idealne. Zgodnie z zasadą tolerancji (hipotezą tolerancji) zawsze musi być zachowana jedynie zgodność (komplementarność) pomiędzy dwoma pierwszymi nukleotydami kodonu i antykodonu. Na ostatniej pozycji kodonu dopuszczalne jest czasami wiązanie tRNA przez nukleotyd niekomplementarny. Na przykład zarówno adenina, jak i cytozyna na trzeciej pozycji kodonu mogą tworzyć parę z uracylem w antykodonie. Tak więc ta sama cząsteczka tRNA, połączonego z aminokwasem, czyli tworzącego aminoacylo-tRNA może przyłączać się do kilku kodonów, choć zawiera tylko jeden antykodon.
Cząsteczki tRNA, różniące się sekwencją i kodowane przez odrębne geny, ale przenoszące taki sam aminokwas nazywamy cząsteczkami izoakceptorowymi. Im więcej jest w komórce genów kodujących jakiś wariant izoakceptorowego tRNA, tym więcej jest tego typu cząsteczek w tej komórce. Różne warianty izoakceptorowego tRNA występują więc w różnych stężeniach. Regułą jest, że komórki kodują białka ulegające najszybszej translacji przy pomocy kodonów rozpoznawanych przez najliczniejsze warianty izoakceptorowego tRNA. Rozkład częstości poszczególnych form tRNA i ich preferowanych kodonów u różnych organizmów jest różny, może to utrudniać doskonalenie organizmów metodami inżynierii genetycznej – obcy gen w komórkach organizmu biorcy może wykazywać niższą lub wyższą aktywność niż to przewidywał eksperymentator.
Pojęcie kod genetyczny, w powyższym ujęciu oznaczające zasadę kodowania, bywa też czasem używane (zwłaszcza w tekstach popularnonaukowych i nienaukowych) w znaczeniu „treść zakodowanej informacji”. Stąd wzięły się np. artykuły o „niedawnym rozszyfrowaniu kodu genetycznego człowieka”, niemające uzasadnienia, gdy zważymy na uniwersalność kodu genetycznego. Dlatego, w celu uniknięcia niejednoznaczności, wskazane jest odróżnianie kodu genetycznego od informacji genetycznej, stanowiącej treść zapisaną w materiale genetycznym.
W ustawodawstwie polskim w ustawie o ochronie danych osobowych z 1997 stwierdzono, że informacje o kodzie genetycznym są objęte ochroną jako dane szczególnej wrażliwości.

## Odkrycie

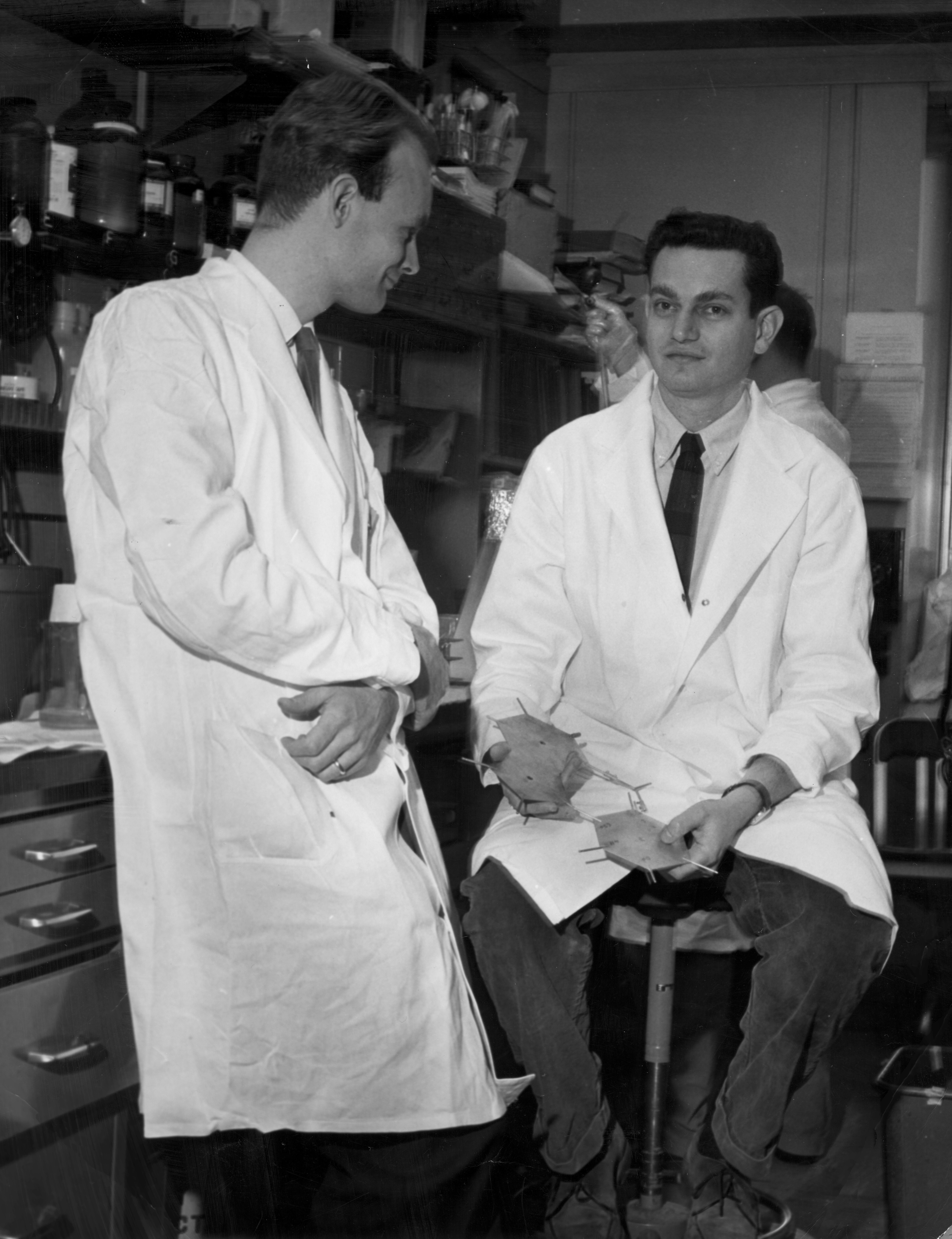
Marshall Nirenberg (po prawej) i Heinrich Matthaei (1961)

Reguły kodowania aminokwasów przez kwasy nukleinowe zostały rozszyfrowane przez R.W. Holleya, H.G. Khoranę, H. Matthaei i M.W. Nirenberga w latach 1961–1966. Marshall Nirenberg, Robert William Holley i Har Gobind Khorana otrzymali za te odkrycia Nagrodę Nobla w 1968 r.